# Los Altos (Kalifornia)
Los Altos város az USA Kalifornia államában, Santa Clara megyében. Lakosainak száma 31 625 fő (2020. április 1.).

## Népesség
A település népességének változása:
| Lakosok száma | 25 769 | 28 976 | 31 625 |
|               | 1980   | 2010   | 2020   |

## Legnagyobb munkaadók
2018-ban a város legnagyobb munkaadói az alábbiak voltak:
| #  | Munkaadó                                                                           | Munkavállalók száma |
| -- | ---------------------------------------------------------------------------------- | ------------------- |
| 1  | Los Altos School District                                                          | 568                 |
| 2  | Whole Foods Market                                                                 | 242                 |
| 3  | Los Altos High School                                                              | 217                 |
| 4  | Palo Alto Medical Foundation                                                       | 135                 |
| 5  | City of Los Altos                                                                  | 133                 |
| 6  | Coldwell Banker                                                                    | 130                 |
| 7  | Adobe Animal Hospital Archiválva 2020. október 21-i dátummal a Wayback Machine-ben | 129                 |
| 8  | Alain Pinel Realtors                                                               | 107                 |
| 9  | David and Lucile Packard Foundation                                                | 100                 |
| 10 | Trader Joe’s                                                                       | 71                  |